# Анхітерій
Анхіте́рій (Anchitherium) — вимерлий трипалий представник родини коневих (Equidae), пращур справжніх коней, досягав розмірів поні, жив у міоценову епоху в Європі, Азії і Північній Америці. А. був об'єктом відомих досліджень В. О. Ковалевського щодо еволюції коней.
Рештки анхітерія знайдено в середньоміоценових відкладеннях Північного Кавказу і в Казахстані, а в Україні — в середньосарматських відкладах Жовтокам'янки Дніпропетровської області і в кучурганських відкладах Одеської області[джерело?].

## Види
- A. alberdiae
- A. aurelianense
- A. australis
- A. castellanum
- A. clarencei
- A. corcolense
- A. cursor
- A. ezquerrae
- A. gobiense
- A. hippoides
- A. matritense
- A. navasotae
- A. parequinum
- A. procerum

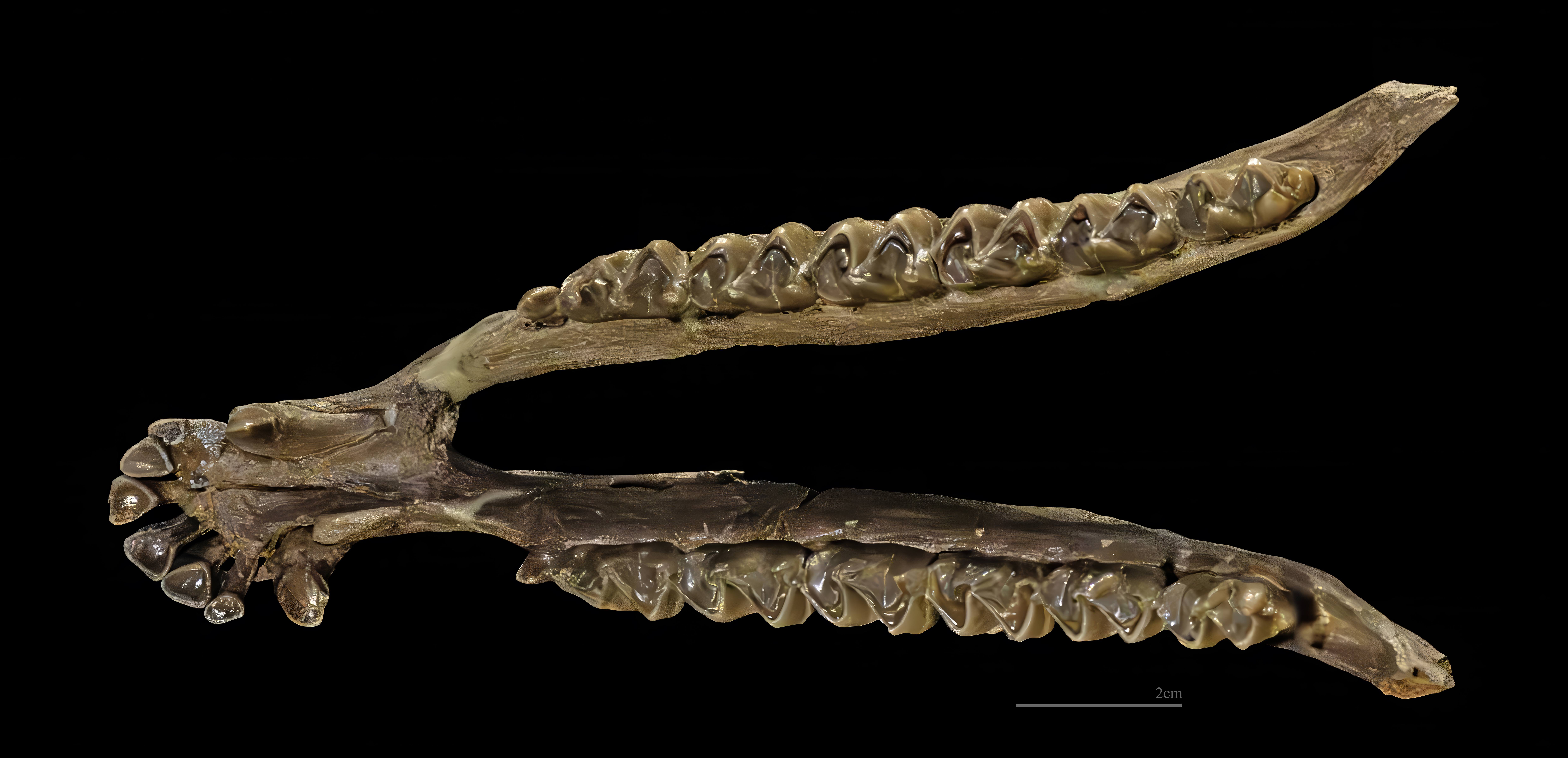
Повна нижня щелепа - Бурдігальський ярус Тулузький музей